# Oekumenisches Europa-Centrum Frankfurt (Oder)
Das Oekumenische Europa-Centrum Frankfurt (Oder) e.V. (OeC) ist ein gemeinnütziger Verein, der sich der Förderung der interkonfessionellen und kulturellen Begegnung zwischen Brandenburg und Ostmitteleuropa widmet. Vielfältige ökumenische Initiativen und Bildungsveranstaltungen dienen dazu, das Zusammenwachsen Europas zu befördern. Das OeC unterhält die Friedenskirche, die älteste Kirche der Stadt, sowie das Studien- und Gästehaus „Hedwig von Schlesien“ als interkonfessionelle Begegnungsstätte für Studierende.
Gegründet wurde das OeC 1994 auf Initiative des damaligen Frankfurter Superintendenten Christoph Bruckhoff und des Rektors der Europa-Universität Viadrina Hans N. Weiler. Inspirierend war die Rede des Präsidenten der Europäischen Kommission Jacques Delors vor der Konferenz Europäischer Kirchen von 1992, es müsse gelingen, „Europa eine Seele zu geben, es mit einer Spiritualität und einer tieferen Bedeutung zu versehen“. Besonderen Akzent legt das OeC auf die enge Beziehung zum Nachbarland Polen. Frankfurt (Oder) als Grenzstadt erscheint als exemplarischer Ort, um eine ökumenische Kultur von „Verständigung, Versöhnung, Toleranz und Frieden in Mittel-Osteuropa“ zu stärken (Manfred Stolpe als Kuratoriumsmitglied des OeC).
Dem „Nachdenken über Europa“ und dem grenzüberschreitenden Miteinander vor Ort dienen vor allem die „Frankfurter Grenzgespräche“, die jährlichen Studien- und Begegnungsfahrten sowie unterschiedliche religiöse und kulturelle Veranstaltungen zu aktuellen Anlässen. 
OeC-Gründungsmitglieder sind der Ökumenische Rat Frankfurt (Oder), die Stadt Frankfurt (Oder) und die Europa-Universität Viadrina. Weitere Kooperationspartner sind der Evangelische Kirchenkreis Oderland-Spree, das Erzbistum Berlin, die Evangelische Kirche Berlin-Brandenburg-schlesische Oberlausitz, das Bistum Zielona Góra-Gorzów, die Diözese Wrocław (Evangelisch-Augsburgische Kirche in Polen) und die Eparchie Wrocław und Szczecin der Polnisch-Orthodoxen Kirche.